# Thyromolis pythia
Thyromolis pythia är en fjärilsart som beskrevs av Druce 1900. Thyromolis pythia ingår i släktet Thyromolis och familjen björnspinnare. Inga underarter finns listade i Catalogue of Life.